# Kennard, Nebraska
Kennard är en by (village) i Washington County i Nebraska. Vid 2010 års folkräkning hade Kennard 361 invånare.